# Vice: Project Doom
 (septembre 2015).
Vice: Project Doom, ou Gun-Dec (ガン　デック) au Japon, est un jeu d'action à plates-formes de science-fiction, parsemé d'éléments de shoot them up. Développé par Aicom et édité par Sammy sur NES, le jeu est sorti au Japon le 26 avril 1991 puis en l'Amérique du Nord en novembre 1991.

## Synopsis
En 2139, une nouvelle drogue, le "Gel", distribuée illégalement en sous-main par la société d'armement B.E.D.A Corp., dirigée par Damian Hawke, provoque des ravages chez les consommateurs. La B.E.D.A Corp est en fait une couverture au service d'extraterrestres réfugiés secrètement sur Terre depuis plusieurs centaines d'années. Le "Gel" qu'elle fabrique est à l'origine une substance dont se nourrissent les extraterrestres. Alors que les détectives Quinn Hart et Reese mènent l'enquête, Reese disparaît. Quinn poursuit alors les investigations avec sa nouvelle partenaire et petite amie Sophia et leur amie Christy.

## Système de jeu
Le jeu est composé de 11 niveaux en 2D à défilement horizontal et a été comparé à Ninja Gaiden. Son originalité réside dans l'existence d'autres modes mineurs de jeu, avec des séquences de conduite en véhicules en shoot 'em up ainsi que d'autres en rail-shooter.
Quinn Hart dispose de trois armes de base : un pistolet, des grenades et une épée-fouet laser. La B.E.D.A Corp. dispose pour sa part d'un important armement futuriste, dont des mechas.

### Sources à lier
- (ja) Famitsu, n°9, noté 24/40 ;
- (en) Hardcore Gamer, Issue 3 (August 2005), test non noté ;